# Thania Vega
Ruby Thania Vega de Plazas (Villavicencio, 1954) es una política colombiana. En las elecciones legislativas de 2014 fue elegida senadora de la República por el Centro Democrático, en este cargo se posesionó el 20 de julio de 2014.

## Biografía
Es autora  del libro “¡Qué injusticia!“, por medio del cual es conocido su esfuerzo en la defensa por la inocencia del coronel Alfonso Plazas Vega. Para las elecciones legislativas de 2014, Vega formó parte de la lista cerrada al Senado de la República del movimiento político Centro Democrático, encabezada por el expresidente Álvaro Uribe; Thania Vega ocupó el renglón número dieciséis de dicha lista y resultó elegida senadora para el periodo 2014-2018. Tomó posesión de su cargo el 20 de julio de 2014.

## Vida personal
Es esposa del coronel (R) Alfonso Plazas Vega, oficial condenado y luego absuelto por la Retoma del Palacio de justicia e hija de Miguel Vega Uribe, general acusado de violaciones a los derechos humanos como torturas y desapariciones.